# Ian Keith Ferguson
Ian Keith Ferguson (1938 ) es un botánico inglés, que se desempeña en Kew Gardens, especialista en polen.

## Algunas publicaciones
- 1985. The pollen morphology of Moringaceae, Kew. Bull. 40 (1): 25-34

### Libros
- 1972. Index to Australasian taxonomic literature for 1970. Ed. Utrecht. 80 pp.
- ian keith Ferguson, jan Muller eds. 1976. The evolutionary significance of the exine. xii + 591 pp. ISBN 0122536509
- 1977. Cornaceae Dum. Ed. Estocolmo : Almqvist & Wiksell. 34 pp.
- stephen Blackmore, ian keith Ferguson. 1986. Pollen and spores : form and function. Arts. presentados en Simposio internacional; Londres, 27-29 de marzo de 1985. xvi + 443 pp.

- La abreviatura «I.K.Ferguson» se emplea para indicar a Ian Keith Ferguson como autoridad en la descripción y clasificación científica de los vegetales.[1]